# 245
245是244與246之間的自然數。

## 在數學中
- 合數，正因數有1、5、7、35、49和245。
質因數分解為{\displaystyle 5\times 7^{2}}。
- 虧數，真因數和為97，虧度為148。
- 十进制的等數位數。
- 第46個質數+46（199+46）

## 在人類文化中
- 在東晉及十六國，1丈 = 245公分
- 名古屋車站高度245公尺，是世界第一高的車站建築